# تون (فارا)

تون شهری در شهرستان فارا در استان باله در بورکینافاسوی جنوبی است و جمعیت آن ۲۰۶۵ نفر است.